# Sytuacja rzutu sędziowskiego
Ten artykuł opisuje zagadnienie koszykarskie zgodne z normami FIBA.
Zasady w ligach NBA, NCAA lub innych mogą różnić się od tutaj przedstawionych.

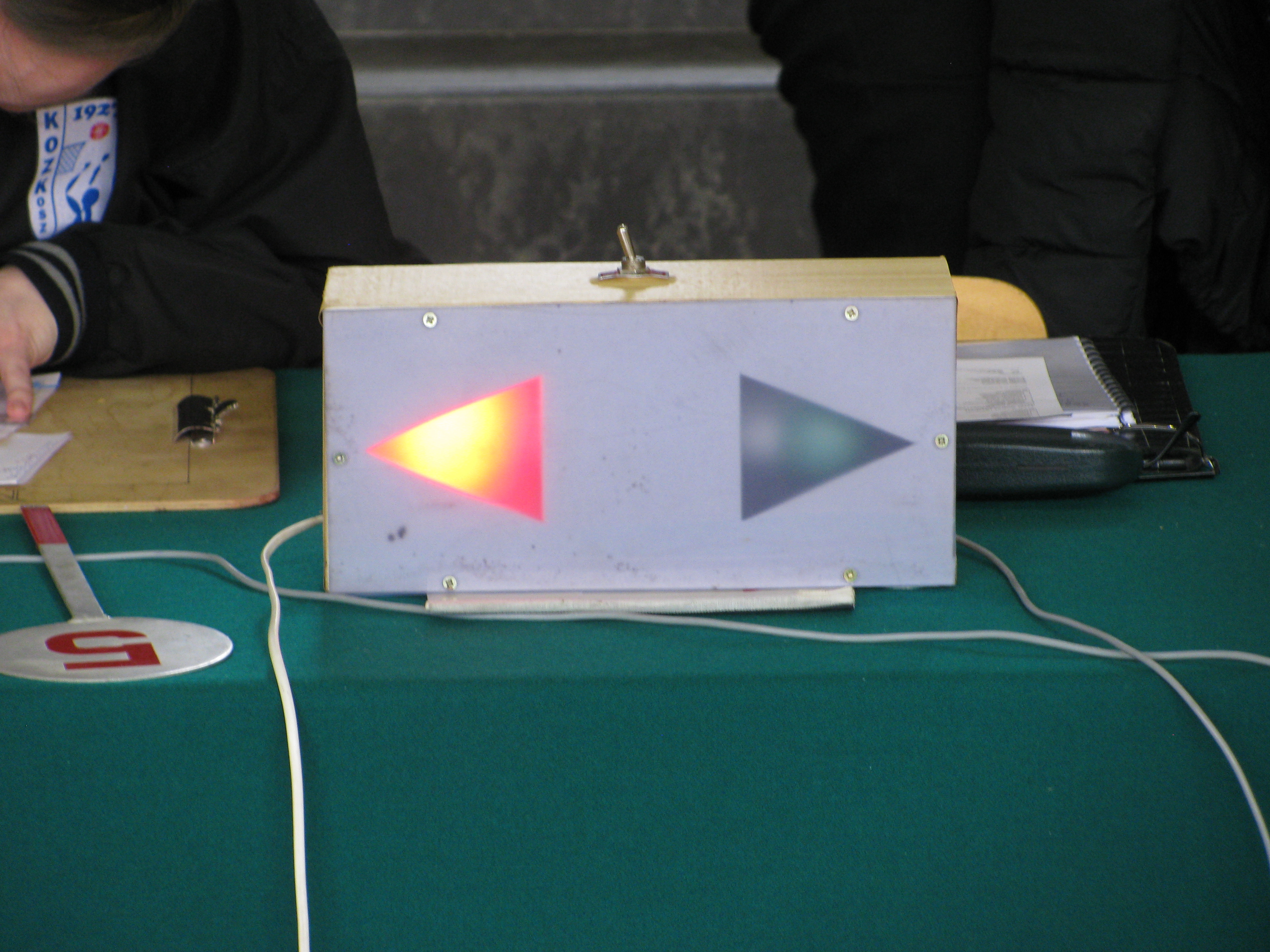
Strzałka naprzemiennego posiadania piłki.

Sytuacja rzutu sędziowskiego – to w koszykówce sytuacja na boisku, która determinuje rozpoczęcie procedury naprzemiennego posiadania piłki. Nazwa wynika z tego, iż dawniej, gdy w koszykówce nie istniała zasada naprzemiennego posiadania piłki, w sytuacjach rzutu sędziowskiego wykonywano rzut sędziowski.
Sytuacja rzutu sędziowskiego następuje, gdy:
- obie drużyny popełnią błąd podczas ostatniego rzutu wolnego
- sędziowie mają wątpliwości, która drużyna jako ostatnia dotknęła piłki, w sytuacji wybicia jej na aut
- piłka jest przetrzymana
- piłka utknie na koszu
- żadna z drużyn nie ma prawa do posiadania piłki, gdy piłka staje się martwa
- w wyniku sytuacji specjalnej po skasowaniu kar, gdy przed popełnieniem pierwszego naruszenia przepisów żadna z drużyn nie posiadała piłki ani nie miała prawa do jej posiadania
- rozpoczyna się kolejna kwarta (oprócz pierwszej).

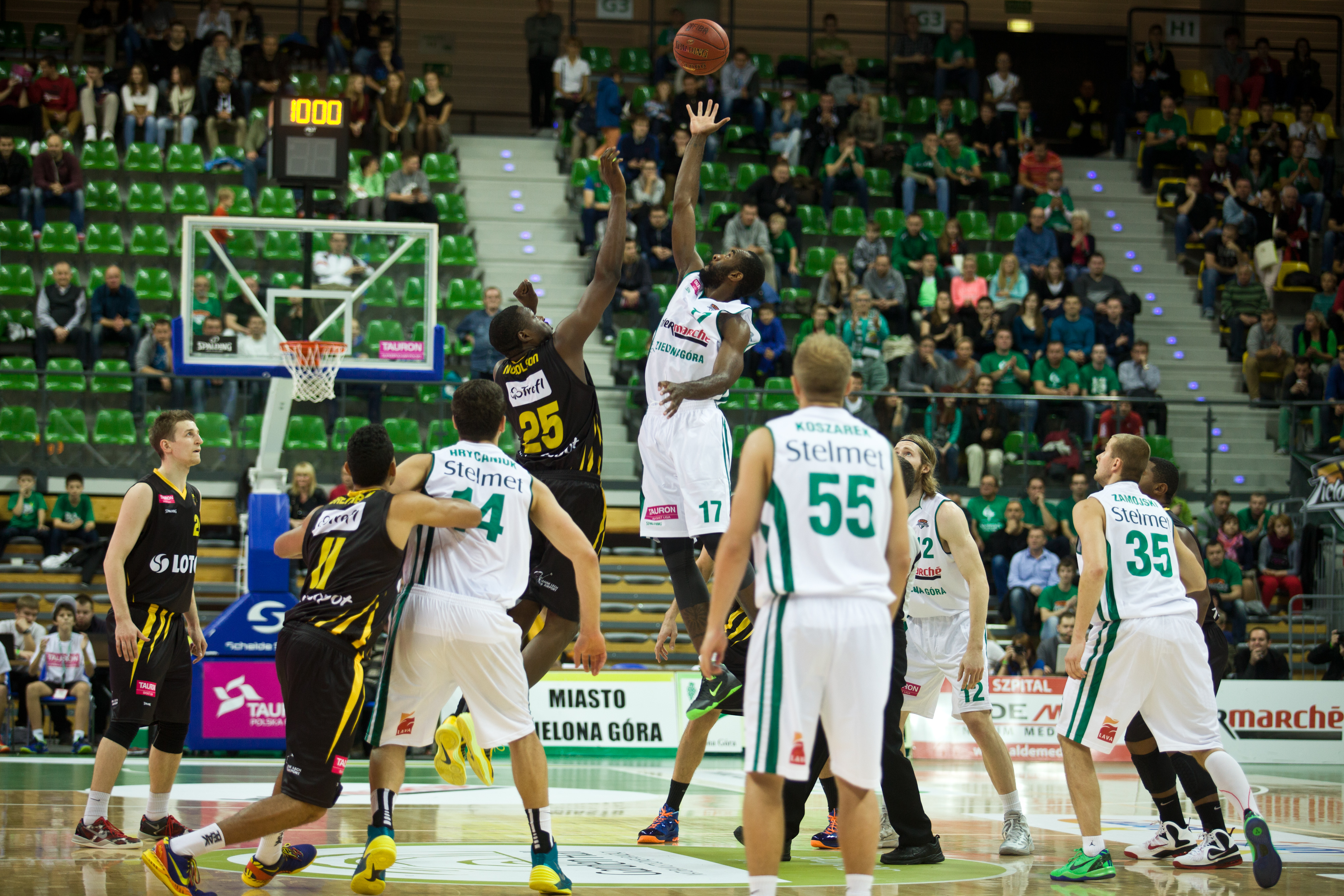
Rzut sędziowski

W sytuacji, w której nie jest możliwe rozpoczęcie procedury naprzemiennego posiadania piłki, np. poprzez nastąpienie sytuacji rzutu sędziowskiego, zanim podczas rzutu sędziowskiego rozpoczynającego mecz doszło do rozstrzygnięcia kolejności posiadania piłki przez drużyny, zamiast wdrożenia procedury naprzemiennego posiadania piłki, należy wykonać rzut sędziowski. 